# Entemena
Entemena, o Enmetena (𒂗𒋼𒈨𒈾, EN-TE-ME-NA) (fl. XXV-XXIV secolo a.C.), fu il quinto re della prima dinastia di Lagash, ed era figlio di En-anna-tum I. Il suo regno durò 29 anni.
Il suo nume tutelare era il dio Šul-utula, patrono di tutti i sovrani della sua dinastia..

## Biografia
Il suo nome è legato ad una fase del secolare conflitto che Lagash sostenne contro la città di Umma, inizialmente legato al controllo ed allo sfruttamento di un fertile territorio chiamato gu-edinna, presso la città santa di Girsu, città che faceva parte del territorio sotto il controllo di Lagash. In seguito lo scontro divenne un vero e proprio conflitto regionale con il coinvolgimento di varie potenti città come Uruk, Mari e Kish. 

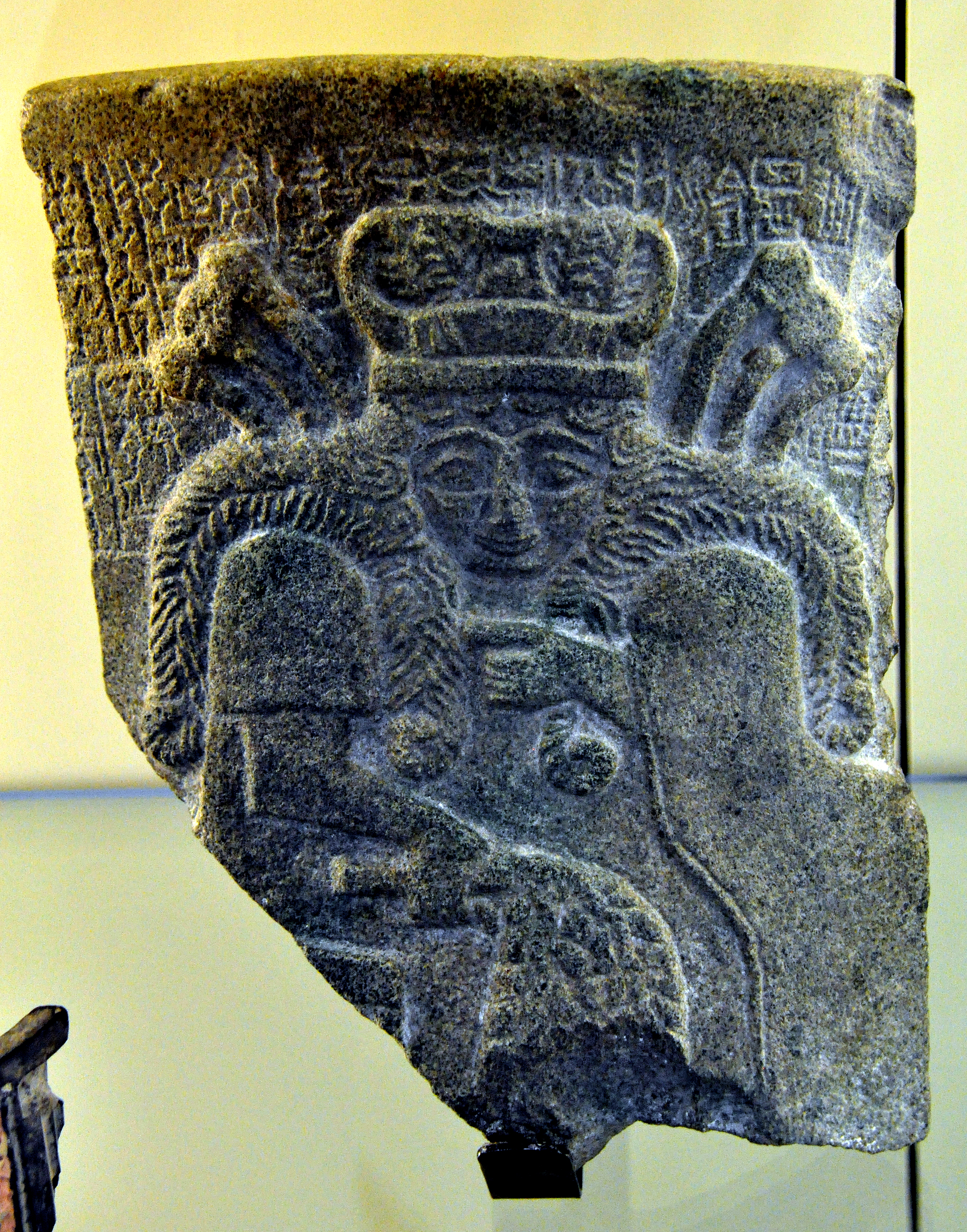
Rappresentazione della dea Nisaba in cui è citato il nome di Entemena, Pergamon Museum di Berlino, Germania.

In principio si tentò di risolvere la contesa sottoponendola al giudizio dell'autorità del re di Kish, Mesilim, che si pronunciò a favore di Lagash, ma dopo poco il conflitto si riaccese perché Umma contestò il giudizio ed invase la gu-edinna.
Entemena sconfisse Il, re di Umma, anche grazie all'alleanza con Lugal-kinishe-dudu di Uruk, successore di Enshakushanna, che compare nella Lista reale sumerica. 
Al regno di Entemena risalgono numerosi manufatti fra cui alcune pietre di fondazione (pietre inserite nelle fondamenta di edificio, in genere un tempio, quando veniva costruito o ristrutturato, con iscrizioni che glorificavano il re che aveva avviato i lavori).
Grazie a queste iscrizioni, abbiamo una approfondita descrizione del conflitto fra Lagash ed Umma, che ne consente una ricostruzione, solo parziale però, perché non abbiamo documenti con la versione di Umma.

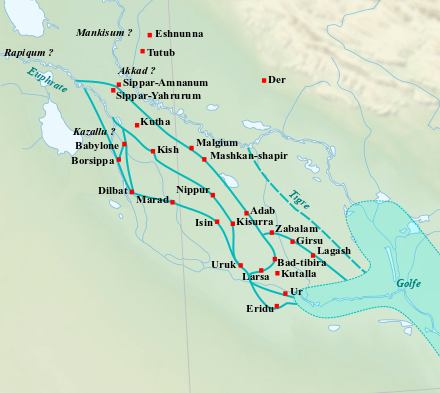
Mappa della bassa Mesopotamia con indicato il terreno della Guedenna, vicino a Girsu

Durante il suo regno, Entemena, oltre a stimolare una intensa attività edilizia, si impegnò anche in operazioni militari, confermando la supremazia di Lagash sulla Mesopotamia, sconfiggendo gli eserciti di varie città vicine come quello del Lugal-kinishe-dudu di Uruk, che poi siglò un'alleanza con Lagash, contro Il, re di Umma, che fu a sua volta sconfitto. Secondo quanto riportano le sue iscrizioni, egli avrebbe così "ristabilito la libertà" non solo in Lagash, ma anche ad Uruk, Larsa e Bad-tibira.

## Territorio
Entemena di Lagash controllava le città della Mesopotamia meridionale, da Badtibira a Uruk.
(Iscrizione di Entemena.)

## Trattato di alleanza
Uno dei documenti più importanti in cui viene menzionato Entenema, è un cono di argilla trovato a Bad-tibira e che commemora l'alleanza che concluse con Lugal-Kinishe-Dudu di Uruk, la più antica menzione di un trattato di pace tra due re che conosciamo.
D-ra-ni / dšul-utul12-am6 / u4-ba en-mete-na / ensi2 / lagaški / lugal-ki-ne2-eš2-du7-du7 / ensi2 / unuki-bi / nam-šeš e-ak»

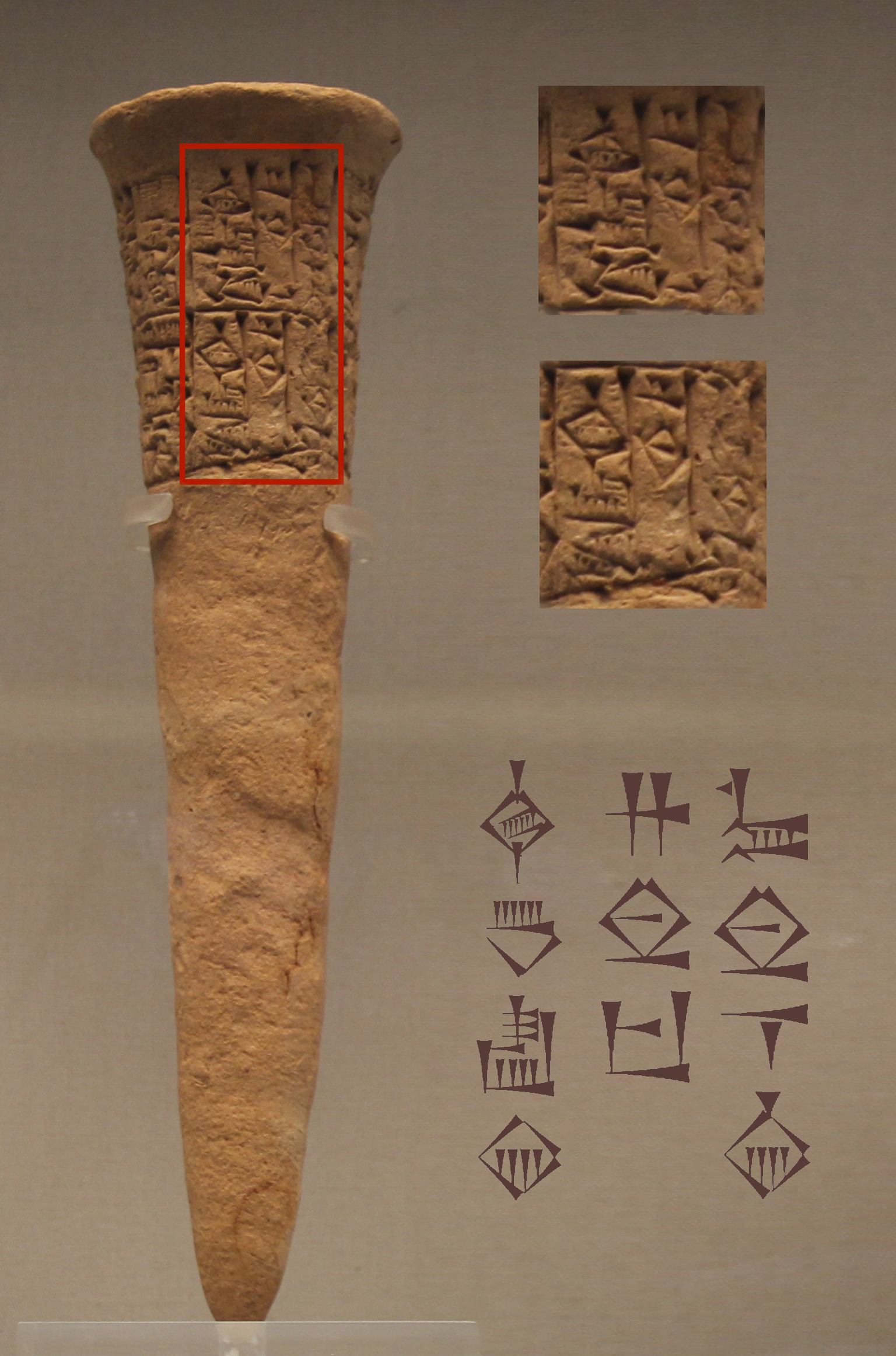
"Entemena Ensi Lagash-ki" (𒂗𒋼𒈨𒈾𒑐𒋼𒋛𒉢𒁓𒆷𒆠) Cono di fondazione di Entemena, re di Lagash, ritrovato nel tempio del dio di Bad-Tibira, Dumuzi, menzionante il trattato di pace fra Lagash ed Uruk. Questo testo è la più antica citazione conosciuta di un documento diplomatico (circa 2400 a.C.). British Museum.

Il suo dio personale / è Šul-utul. / A quel tempo, Enmetena, / ensi / di Lagaš, / e Lugal-kineš-dudu, / lugal / di Uruk, / conclusero un patto di alleanza.»
(Testo del trattato di alleanza riportato nel cono d'argilla)

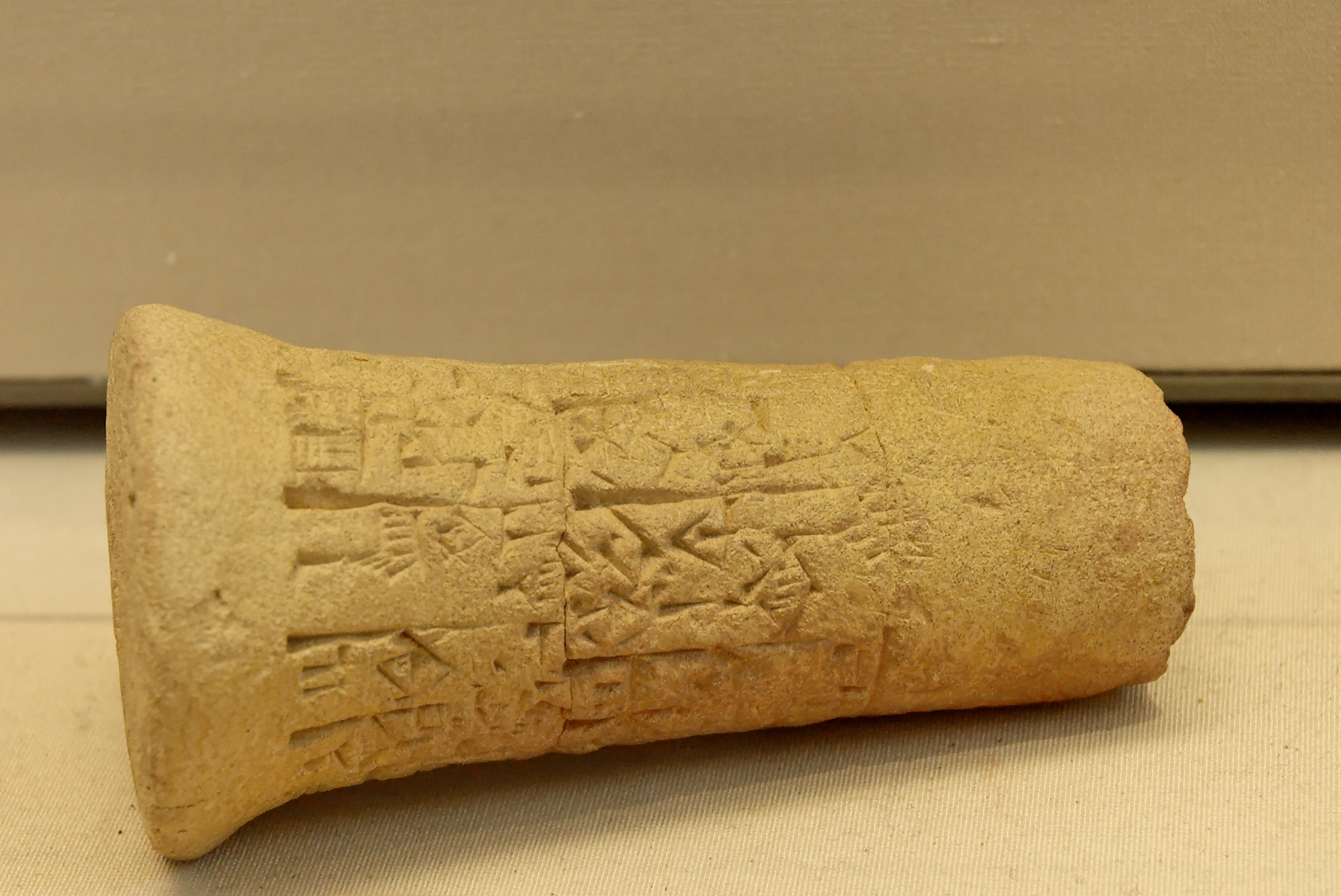
Altro esempio di cono di fondazione dedicato da Entemena, lugal di Lagash, al dio di Bad-Tibira, su trattato di pace fra Lagash ed Uruk (Louvre)
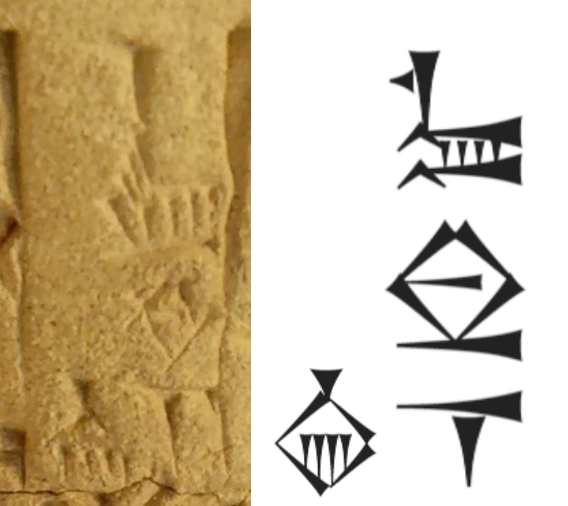
Testo cuneiforme di "Entemena" sul cono d'argilla custodito ad Harvard